# Teodorești (okręg Ardżesz)
Teodorești – wieś w Rumunii, w okręgu Ardżesz, w gminie Cuca. W 2011 roku liczyła 281 mieszkańców.